# هجده‌ضلعی
| هجده‌ضلعی منتظم                       | هجده‌ضلعی منتظم                                             |
| ------------------------------------ | ---------------------------------------------------------- |
| یک هجده‌ضلعی منتظم                    |                                                            |
| اضلاع و رأس‌ها                        | ۱۸                                                         |
| نماد اشلفلی                          | {۱۸}                                                       |
| مساحت (با طول ضلع {\displaystyle a}) | {\displaystyle {\frac {9}{2}}a^{2}\cot {\frac {\pi }{18}}} |
| زاویه داخلی (درجه)                   | ۱۶۰                                                        |

در هندسه، هجده‌ضلعی (به انگلیسی: Octadecagon)، یک چندضلعی با هجده ضلع است.

## هجده‌ضلعی منتظم
یک هجده‌ضلعی منتظم دارای ضلع‌ها و زاویه‌های داخلی برابر است. اندازهٔ زاویه‌های داخلی هر رأس آن، ۱۶۰ درجه بوده و مساحت آن با

## کاربرد
یک هجده ضلعی منتظم می‌تواند گوشهٔ ایجادشده توسط برخی چندضلعی‌های منتظم دیگر را پر کند: